# منطقه پرواز ممنوع

نقشه کشورهایی که در آن‌ها منطقه پرواز ممنوع برقرار شده بود. شامل عراق، بوسنی و هرزگوین و لیبی

منطقه پرواز ممنوع (NFZ) به ناحیه‌ای که در آن هواگردها اجازه پرواز ندارند گفته می‌شود. تعیین چنین مناطقی مانند تعیین "منطقه غیرنظامی" معمولاً با اهداف نظامی انجام می‌شود تا از پرواز و اجرای عملیات توسط هواپیمای نظامی دولت متخاصم جلوگیری شود. بسته به شرایط تعیین شده برای هواگرد، واکنش‌های گوناگون حتی سرنگونی در نظر گرفته می‌شود.

## تعریف
منطقه پرواز ممنوع یک اهرم سیاسی قدرتمند برای زمین‌گیر کردن یک کشور و کلیه تحرکات و جابجایی هوایی در آن است. به عنوان مثال اگر در جنگ داخلی سوریه منطقه پرواز ممنوع اعلام می‌شد کلیه کشورهای حاشیه حتی ناوهای غریبه در دریاها بلافاصله آن هواپیما را مورد هدف قرار داده و به این شکل، اهداف سیاسی خود را پیش می‌برند.
منطقه پرواز ممنوع مسئله‌ای مدرن است و باید آن را از مأموریت‌های هوایی کلاسیک که تنها برای بیرون راندن جنگنده‌های دیگر کشورها و جلوگیری از دستیابی آن‌ها به اهداف زمینی انجام می‌شوند جدا دانست. از هنگامیکه بین دو جنگ جهانی، نیروی هوایی سلطنتی بریتانیا نمونه‌ای از عملیات کنترل هوایی در مستعمرات خود را اجرا کرد تا پیش از جنگ خلیج فارس در ۱۹۹۱، هیچگونه منطقه پرواز ممنوعی در نظر گرفته نشده بود.

## جنگ سرد
در دوران جنگ سرد به دلیل ریسک تبدیل درگیری محدود به استفاده از جنگ‌افزار هسته‌ای، آمریکا از نیروی هوایی خود برای ورود به خاک اتحاد جماهیر سوسیالیستی شوروی استفاده نکرد. زیرا تا پیش از عملیاتی شدن استفاده از فناوری‌های پنهان‌کننده ابزار جنگی و هدف‌گیری دقیق، استفاده از نیروی هوایی، ممکن نبود. تا پیش از جنگ خلیج فارس، نیروی هوایی از خود "وفاداری" مورد نیاز برای انجام حملات دقیق در برابر اهداف متحرک یا دور از دسترس را نشان نداده بود. زیرا فاقد توانایی برای ایجاد تأثیر سیاسی قاطع در بخشی از یک جنگ بود.
با این حال، فروپاشی اتحاد جماهیر شوروی و افزایش قابلیت‌های هوافضای بدست آمده حاصل از انقلاب فناوری، امکان ایجاد منطقه پرواز ممنوع را در هر دو زمینه سیاسی و نظامی ممکن ساخته است.

## درس‌هایی از عراق و بوسنی
در سال ۲۰۰۴، مقاله‌ای به نام "درس‌هایی تئوریک و عملی از برقراری منطقه پرواز ممنوع در جنگ خلیج فارس و جنگ بوسنی" از سوی دانشگاه استنفورد در مجله مطالعات راهبردی منتشر شد که در آن به بررسی تأثیرگذاری کمپین‌های هوایی در دستیابی به اهداف نظامی پرداخته می‌شد. نتیجه‌گیری این بررسی این بود که: 
1. نیاز به یک ساختار فرماندهی واحد و واضح وجود دارد. مثلاً در بوسنی در زمان انجام "عملیات انکار پرواز" (به انگلیسی: Operation Deny Flight) یک ساختار هماهنگی دوگانه باعث مدیریت نامناسب و بروز اشتباه در تصمیم‌گیری در موقعیت حساس شد.
2. برای پیشگیری از مشکل گشت دائمی، کشورها باید از پیش، اهداف سیاسی خود را مشخص کرده و استراتژی مشخصی برای برچیدن منطقه پرواز ممنوع داشته باشند.
3. میزان تأثیرگذاری منطقه پرواز ممنوع تا حد زیادی به پشتیبانی منطقه‌ای دارد. عدم پشتیبانی ترکیه در برقراری منطقه پرواز ممنوع در عراق از سال ۱۹۹۶ در نهایت به محدود شدن توانایی نیروهای ائتلاف در تأثیر اجرایی شدن آن انجامید.

## لیبی

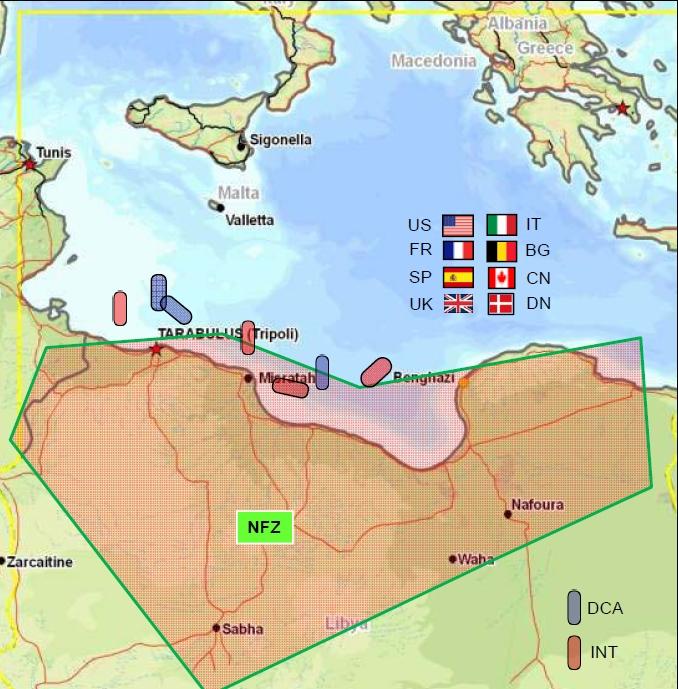
نام پرونده:Operation Odyssey Dawn - No Fly Zone - Libya March 2011
توضیحات: عملیات Odyssey Dawn در لیبی 2011. منطقه پرواز ممنوع (NFZ). بیل گورتنی، نایب دریاسالار ایالات متحده، مدیر ستاد مشترک: «در اینجا تصویر خوبی از منطقه پرواز ممنوع در حال حاضر به نظر می رسد. می توانید ببینید که ما اساساً هفت ایستگاه گشت زنی بر فراز دریای مدیترانه داریم که هواپیماها قبل از فراخوانی برای اجرای دستورات سازمان ملل از آنجا شروع به کار کردند. برخی از این ماموریت ها همان چیزی است که ما آن را هوای رزمی دفاعی (DCA) می نامیم. می توانید ایستگاه های گشت زنی این ماموریت ها را با رنگ آبی مشاهده کنید. این مأموریت‌ها صرفاً برای عاری نگه‌داشتن حریم هوایی از هواپیماهای جنگی لیبی طراحی شده‌اند و همه این مأموریت‌ها اکنون توسط خلبانان کشور شریک ما انجام می‌شوند. ایستگاه های گشت زنی دیگر، که با رنگ قرمز نشان داده شده اند، برای مأموریت های بازدارنده (INT) طراحی شده اند، به این معنی که این حملات انجام می شود - در اهداف زمینی، ثابت یا متحرک انجام می شود. ایالات متحده تقریباً نیمی از تمام این مأموریت ها را انجام می دهد. همچنین می‌توانید منطقه پرواز ممنوع را همانطور که امروز وجود دارد، مشاهده کنید، که از ساحل به ساحل در سراسر بخش شمالی کشور کشیده شده و به سمت جنوب گسترش می‌یابد. همانطور که قبلاً اشاره کردم، یکی از حملات هوایی که ما دیشب انجام دادیم، تعدادی سایت موشک های زمین به هوای SA-2 و SA-3 را در سبها منهدم کرد. همچنین می‌توانید در اینجا از کمک‌های بین‌المللی به مأموریت منطقه پرواز ممنوع مطلع شوید. بیش از 350 هواپیما در برخی ظرفیت ها درگیر هستند، یا منطقه پرواز ممنوع را اجرا می کنند یا از مردم غیرنظامی محافظت می کنند. فقط کمی بیش از نیمی متعلق به ایالات متحده است. منصفانه است که بگوییم ائتلاف هر روز هم از نظر اندازه و هم از نظر توانایی در حال افزایش است. امروز 9 کشور دیگر، از جمله قطر، و هزاران نفر از پرسنل نظامی ائتلاف در این تلاش مشارکت دارند. آنها در سراسر اروپا و در دریای مدیترانه در پایگاه های ساحلی و در یکی از 38 کشتی در دریا مستقر هستند.

بر اساس قطعنامه ۱۹۷۳ شورای امنیت ایجاد یک منطقه پرواز ممنوع برای مداخله نظامی در لیبی (۲۰۱۱) در ۱۷ مارس ۲۰۱۱ پذیرفته شد. در این قطعنامه از عملیات جزئی تا تمام عیار برای جلوگیری از حمله نیروهای دولتی به مردم عادی حمایت شده بود. ناتو نیز توانست مواضع نیروهای دولتی را در جنگ داخلی لیبی (۲۰۱۱ ) بمباران کند. اجرای این منطقه پرواز ممنوع با تصویب قطعنامه ۲۰۱۶ شورای امنیت در ۲۷ اکتبر همان سال پایان یافت.

## در داخل کشورها[۵]
کوبا: کشور کوبا که در دریای کارائیب و جنوب شرقی امریکا واقع است، ورود هرگونه هواپیما به داخل خاک خود را بدون برنامه قبلی، به عنوان تعرض به حریم هوایی خود دانسته و بلافاصله به آن حمله می‌کند. به‌طور نمونه، در سال ۱۹۹۶ دو جنگنده امریکایی در هنگام گشت زنی بدون اعلام قبلی وارد خاک این کشور شده و توسط جنگنده‌های میگ کوبا منهدم شده و در دریا سقوط کردند.
 هند: پرواز بر فراز مناطق تاریخی هند (مانند تاج محل، چند معبد تاریخی و دخمه بمبئی هند)، مناطق نظامی (مثل پایگاه‌های هوایی و مرکز تحقیقات هسته‌ای) و ساختمان مجلس هند ممنوع است.
 پرو: منطقه باستانی ماچو پیچو یادگار امپراتوری اینکا در آمریکای لاتین منطقه پرواز ممنوع است.
 روسیه: هر گونه پرواز بر فراز مسکو (شهر تاریخی این کشور) ممنوع است.
 ایالات متحده آمریکا: در این کشور «منطقه پرواز ممنوع»، مانند دیگر کشورها وجود ندارد. بر اساس تعریف اداره هوانوردی فدرال در این کشور «منطقه ممنوعه» وجود دارد که بر روی نقشه‌های هوایی با رنگ آبی مشخص شده‌ و پرواز بر آسمان آن مناطق به‌طور کلی ممنوع است. مناطقی چون دیزنی‌لند، کمپ دیوید، شهر واشینگتن، دی.سی. نمونه‌ای از این مناطق هستند.
 بریتانیا: در این کشور برخی مراکز نیروی دریایی پادشاهی بریتانیا و نیروی هوایی، مرکز تحقیقات هسته‌ای، برخی مناطق تاریخی مانند کاخ باکینگهام (محل زندگی پادشاه چارلز و خانواده‌ وی) جزء این مناطق هستند.
 ایران: در این کشور تأسیسات هسته‌ای و نیز بخش‌هایی در مرکز شهر تهران که مقامات عالی رتبه در آنجا حضور دارند جزو مناطق پرواز ممنوع می‌باشد.